# Råbäcken (naturreservat, Örnsköldsviks kommun)
Råbäckens naturreservat ligger i Grundsunda socken, i Örnsköldsviks kommun och är en äldre granskog som innehåller en myckenhet av döende och döda träd och därmed en god livsmiljö för vedsvampar.
Reservatet omfattar 21 hektar och bildades 2007.